# Дунайська флотилія (Угорщина)

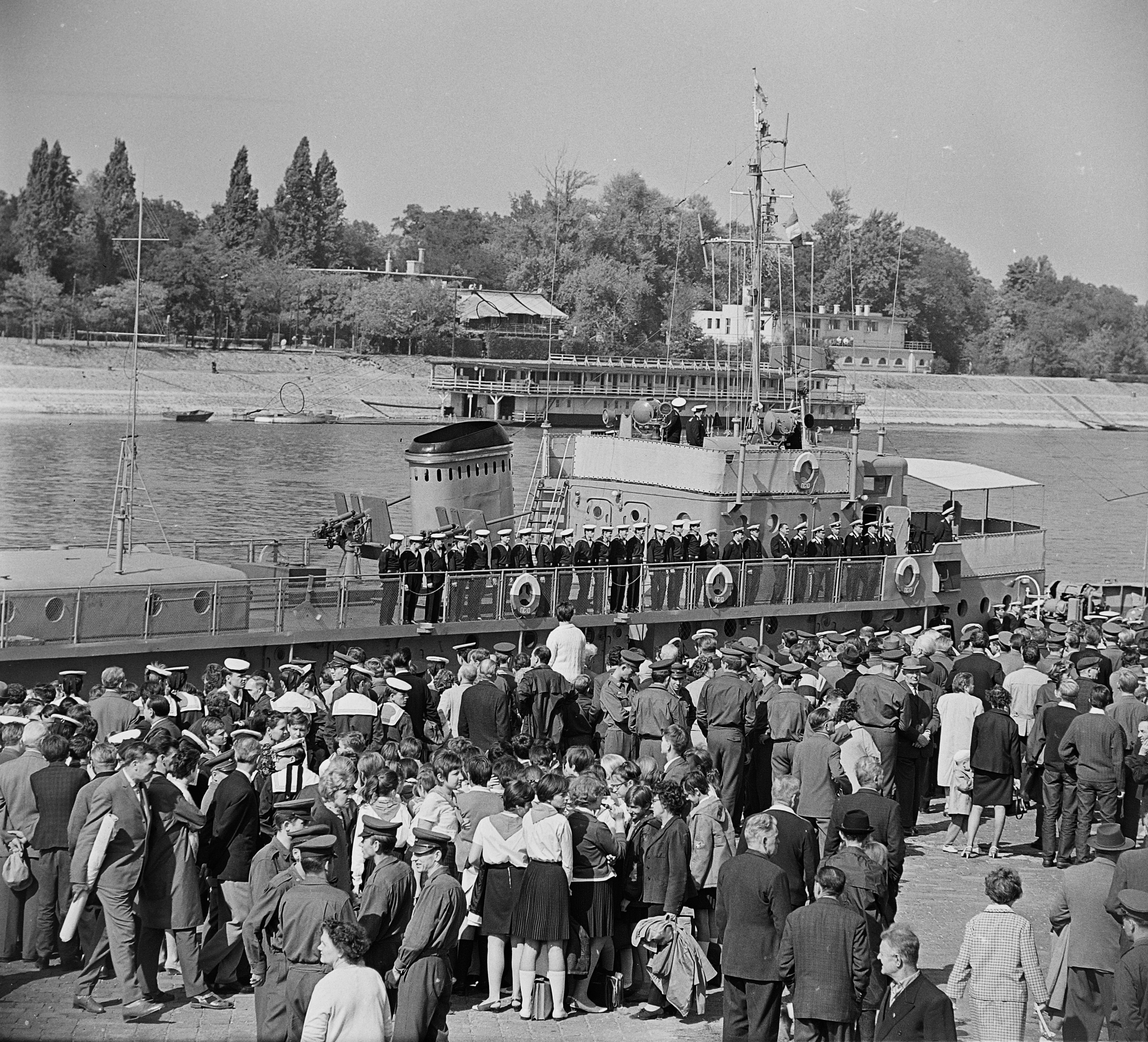
Угорський річковий корабель у Будапешті напроти острова Маргіт, 1974

Угорська Дунайська флотилія  — умовна назва річкових сил Угорщини на Дунаї та його притоках, які були створені після розпаду Австро-Угорської імперії. Флотилія взяла участь у війні Угорської радянської республіки і бойових діях Другої світової війни.
Тепер до складу Збройних сил Угорщини входить 1-й полк розмінування і бойових кораблів, куди організаційно включені річкові підрозділи. Їх ядром є побудовані у Югославії річкові тральщики типу «Нештин».

## Флотилія у 1918—1940 роках
Після поразки Австро-Угорщини в Першій світовій війні кораблі її колишньої Дунайської флотилії здебільшого залишилися на території Угорщини. Відповідно до одного з останніх імператорських указів, кораблі флоту переходили під контроль ради південних слов'ян, а кораблі Дунайської флотилії передавалися Угорщині. Кораблі брали участь у бойових діях Угорської радянської республіки навесні-влітку 1919 року, після чого потрапили до рук окупаційних сил.
Згідно з підписаним в Тріаноні в 1920 році мирним договором Угорщини було дозволено тримати на Дунаї обмежені сили з 20 суден водотоннажністю не більше 130 т. З кораблів імперії угорцям дісталися канонерські човни «Чука», «Вельс», «Віза» і «Лагс», три колишніх російських бронекатери, захоплені австро-угорцями в Одесі у 1918 році, а також монітори «Шамош» і «Лейта» з умовою використання останніх як цивільних суден. Інші кораблі були передані Австрії, Чехословаччини, Югославії, Румунії. Для використання угорці обрали лише «Сегед» (колишній «Вельс»), «Дебрецен» (колишній «Лагс») і «Кечкемет» (колишній «Віза»), інші були роззброєні під контролем союзної комісії. Почали опрацьовуватись варіанти обходу умов договору, включаючи підйом та використання затонулих суден («Мунка», «Бочка», «Янка» і ML-343, британського катера), ремонт інших судів.
1 березня 1921 року була утворена Угорська королівська військова річкова поліція (угор. Magyar Királyi Honvéd Folyamõrség), підпорядкована Міністерству внутрішніх справ; надалі розвиток флотилії здійснювався під прикриттям її залучення до поліційної і митної служби на Дунаї. Особовий склад, обмежений числом 1620 осіб, розпочав тренування. До 1922 році флотилія складалася з чотирьох канонерських човнів («Сегед», «Дебрецен», «Кечкемет» і «Шиофок» в резерві), трьох бронекатерів «Гонвед», «Гусар» та «Тюзер», двох тральщиків/мінних загороджувачів «Марош» і «Бая» (пізніше перейменована в «Хегіалья»), пароплава «Бадачонь», що використовувався в якості штабного корабля, судна постачання «Кереш», буксира «Чобанк», навчального судна «Букк». Поліцейські сили на річці і в гаванях складалися з приблизно 30 невеликих катерів.
В 1927 році в Австрії були куплені ще три колишніх австро-угорських кораблі, названих «Дьор» (колишній «Компо»), «Геделе» (колишній «Фогаш») і «Шопрон» (колишній «Штир»), в 1929 році канонерський човен «Чука» передали  австрійцям в обмін на більший «Байю» (колишній «Барш»). Водночас флотилія була реорганізована, їй було надано мобільний протиповітряний батальйон з трьома батареями, побудована берегова інфраструктура. До 1930 року у флотилії налічувалося 96 офіцерів, 1524 матросів, до 300 цивільних осіб, 6 канонерських човнів, 3 бронекатери, 3 мінні загороджувачі/тральщики.
Таке значне поповнення було заплановано наприкінці 1930-х років. 1939 року почалося будівництво 11 катерних тральщиків типу «АМ-1» та розробка бронекатерів типу «PM 1».
15 січня 1939 року флотилія формально вийшла з підпорядкування Міністерства внутрішніх справ і була передана до Міністерства оборони.

## Участь угорської флотилії у Другій світовій війні
У період Югославської кампанії кораблі флотилії виставили кілька мінних загороджень на Дунаї і Тисі.
У травні 1942 року «Сегед», «Кечкемет», «Дьор», «Шопрон», PM 1 і «Тюзер» були послані в Белград. У квітні 1944 року, вже після німецької окупації, британські ВПС почали активне мінування Дунаю, і кораблі флотилії були залучені до тралення фарватерів. Тралення ускладнювалося відсутністю сучасних тральних засобів, особливо проти магнітних мін.
До вересня адмірал Хорті прийшов до висновку про необхідність виходу з війни, проте подальше оголошення перемир'я 15 жовтня 1944 року призвело до рішучої відповіді німців, які здійснили переворот. 16 жовтня командувач Дунайської угорської флотилією контрадмірал Кальман Харді був заарештований разом зі своїм штабом. Новим командувачем став адмірал Одін Трунквальтер.
Під час боїв в Югославії німецькі та угорські річкові кораблі активно використовувалися для боротьби з югославськими партизанами в прибережних районах, а в той момент, коли Червона Армія і партизани почали штурм Белграда, німецьким і угорським судам вдалося вивезти з югославської столиці близько мільйона тонн зерна, палива, тютюну і військових матеріалів.
У битві за Будапешт кораблі флотилії активно намагалися допомогти своїм сухопутним військам. 25 листопада 1944 року угорські військові кораблі РМ 1 та «Дебрецен» вогнем підтримували контратаку 1-ї угорської кавалерійської дивізії. Проти них була розгорнута батарея протитанкових гармат (за іншими даними, кораблі вели бій з танками), яким вдалося пошкодити кораблі. Першим вийшов з бою РМ 1 — отримавши два попадання снарядів, втратив п'ять осіб і у нього вийшла з ладу гармата. «Дебрецен» отримав пошкодження машинного відділення, був знесений вниз за течією і затонув біля о. Качаш.
Наприкінці грудня 1944 року, залишивши для оборони столиці кілька тральщиків і катерів, основні сили угорської флотилії, включаючи недобудовані PM 4 і 5 PM, відійшли до Австрії. Там урешті-решт вони здалися американським військам у травні 1945. .
8 травня 1945 року судно «Чобанк» і два тральщика, які відстали від флотилії через несправність двигунів, здалися радянським військам.

## Історія з 1945 року
14 травня 1945 року було утворено підрозділ військових кораблів, головним завданням яких стало тралення на Дунаї і озері Балатон. Лише в 1948 році було офіційно оголошено про закінчення цієї складної роботи, але і після цього були випадки підриву кораблів («Байкал», «Демеш», «Тас»), і тралення тривало до 1951 року. Завдання боротьби з мінною загрозою визначила основний тип кораблів флотилії на всю післявоєнну історію — тральні кораблі. Якщо в перше повоєнне десятиліття і були добудовані кілька закладених раніше артилерійських катерів, то з 1980-х років тральщики залишилися єдиним класом бойових кораблів Угорщини.
Флотилія була реорганізована в полк, потім в бригаду бойових кораблів, і таке становище залишалося до 2001 року лише з перейменуванням бригади в 1991 році в Річкову військову флотилію (угор. Honvéd Folyami Flottilla).
1 липня 2001 року в результаті реорганізації було створено 1-й саперний і бойових кораблів полк (угор. MH 1. Honvéd Tűzszerész és Hadihajós Ezred) з базою в Будапешті. Кораблі зведені у 3-й субдивізион бойових кораблів. 2011 року командиром полку був полковник Габор Хайду (угор. Gábor Hajdu).

## Абревіатури та переклад класів кораблів
Örnaszád — канонерський човен/патрульний катер
PM — páncélozott motorcsónak — бронекатер
PN — páncélos naszád — бронекатер
KAN — könnyű ágyús naszád — артилерійський катер
Aknarakó hajó — мінний загороджувач
PAM — páncélozott aknász motorcsónak — броньований катерний тральщик
AM — aknász motorcsónak — катерний тральщик
AN — aknász naszád — мінний катер/катерний тральщик
FAM — fatestű aknász motorcsónak — дерев'яний катерний тральщик
Motorhajó — моторний човен, катер
CSSZ — csapatszállító motorhajó — десантний корабель
Jacht — яхта
Áruszállító motorhajó — вантажна баржа
Gőzüzemű csavaros személyhajó — гвинтовий пасажирський пароплав
Anyaghajó — судно постачання
Vontatóhajó/vontató gőzhajó — буксир/паровий буксир

## Корабельний склад
| Кораблі Угорської королівської військової річкової поліції, 1941 р. | Кораблі Угорської королівської військової річкової поліції, 1941 р. |
| Канонерські човни                                                   | 7                                                                   |
| Бронекатери                                                         | 3 (5)                                                               |
| Мінні загороджувачі                                                 | 2                                                                   |
| Катерна тральщики                                                   | 6 (14)                                                              |
| Кораблі 1-го саперного і бойових кораблів полку, 2011               | Кораблі 1-го саперного і бойових кораблів полку, 2011               |
| Тральщики                                                           | 3                                                                   |
| Катерні тральщики                                                   | 2                                                                   |
| Інші судна                                                          | Командирський катер, моторні човни                                  |
| ------------------------------------------------------------------- | ------------------------------------------------------------------- |